# Paresmus pulaski
Paresmus pulaski är en mångfotingart som beskrevs av Ottis Robert Causey 1950. Paresmus pulaski ingår i släktet Paresmus och familjen Eurymerodesmidae. Inga underarter finns listade i Catalogue of Life.